# Ágora (film)
Ágora is een Spaanse film uit 2009. Het historisch drama werd geregisseerd door Alejandro Amenábar en geschreven door Amenábar en Mateo Gil. Rachel Weisz speelt de hoofdrol van Hypatia, een vrouwelijke wiskundige, filosoof en astronoom uit de vierde eeuw. De filmset werd gebouwd in Fort Ricasoli in Malta. Dit is de duurste film die tot nu toe gemaakt is in Spanje.

## Verhaal
Het is de vierde eeuw na Christus, in het jaar 391 n.Chr. is in Alexandrië de spanning te snijden vanwege de steeds groeiende invloed van de christenen. In de Grote Bibliotheek, die onder vuur ligt van de christenen, probeert de briljante astronome Hypatia de over de eeuwen heen vergaarde kennis te vrijwaren met de hulp van haar leerlingen. Onder hen strijden twee jonge mannen om haar liefde: Orestes en de jonge slaaf Davus. De laatste wordt verscheurd tussen zijn gevoelens voor Hypatia en het uitzicht op vrijheid als hij zich zou aansluiten bij de steeds machtiger wordende christenen. Het verhaal van Hypatia werd genoteerd door haar tijdsgenoten. Ook haar erbarmelijke manier om haar einde te komen. Ze werd gedood uit haat, door een grote groep gelyncht. Haar verhaal werd later terug opgepikt en diende als inspiratie voor het verhaal van de H. Catharina van Alexandria die een marteldood stierf, maar nadien geëerd werd als katholieke noodheilige. Maar in feite was zij (als Hypatia) een niet-christelijke filosofe, een vrijdenkster die ook de gelijke rechten voor mannen en vrouwen bepleitte.

## Rolverdeling
| Acteur           | Personage                                        |
| ---------------- | ------------------------------------------------ |
| Rachel Weisz     | Hypatia                                          |
| Max Minghella    | Davus, de slaaf van Hypatia's vader              |
| Oscar Isaac      | Prefect Orestes                                  |
| Sami Samir       | Cyrillus van Alexandrië                          |
| Michael Lonsdale | Theon van Alexandrië, Hypatia's vader            |
| Manuel Cauchi    | Theophilus van Alexandrië, oom van Cyrillus      |
| Ashraf Barhom    | Ammonius, een parabolani monnik                  |
| Rupert Evans     | Synesius van Cyrene                              |
| Homayoun Ershadi | Aspasius, de oude slaaf en assistent van Hypatia |
| Oshri Cohen      | Medorus                                          |
| Richard Durden   | Olympius                                         |
| Omar Mostafa     | Isidorus                                         |
| Harry Borg       | Prefect Evragius                                 |
| Amber Rose Revah | Sidonia                                          |
| Charles Thake    | Hesiquius                                        |
| Yousef Sweid     | Petrus                                           |